# Adé (chanteuse)
Pour les articles homonymes, voir Adé.
Adélaïde Chabannes de Balsac, dite Adé, née le 20 avril 1995 à Paris, est une auteure-compositrice-interprète et musicienne française.
Elle s'est d'abord fait connaître comme chanteuse du groupe Therapie Taxi avant de commencer une carrière solo.

## Biographie
Chanteuse du groupe Therapie Taxi, de leur début en 2013 jusqu’à leur séparation en 2021, elle entame une carrière solo à partir de 2022,. En avril de cette même année, elle sort son premier single : Tout savoir.
Le 23 septembre 2022, elle sort son premier album solo intitulé Et alors ?.
Elle a aussi collaboré  avec Benjamin Biolay, notamment pour la chanson Parc fermé (2021),, Nolwenn Leroy pour l'album La Cavale (2021) ou encore Louane pour la chanson Pleure (2020).

## Discographie

### Albums studio

#### Avec Therapie Taxi

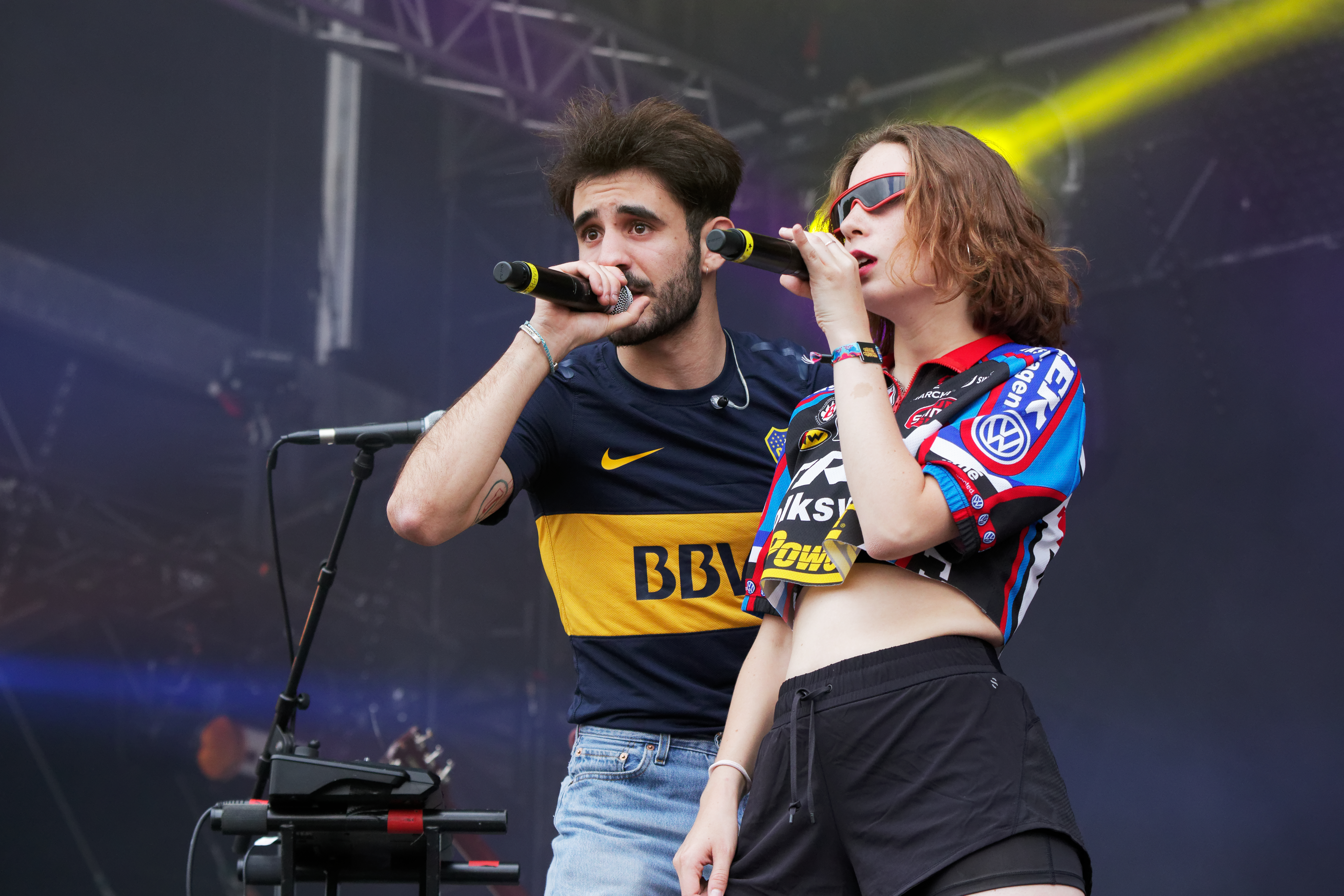
Adé au Festival des Vieilles Charrues 2018 avec Thérapie Taxi.

- 2017 : Therapie Taxi - EP
- 2018 : Hit Sale
- 2019 : Cadavre exquis
- 2021 : Rupture 2 merde (EP)

#### En solo
- 2022 : Et alors ?
- 2024 : INSIDE OUT MVMT

## Distinctions
- NRJ Music Awards 2022
  - Nommée pour le NRJ Music Award de la révélation francophone de l'année
  - Nommée pour le NRJ Music Award du clip de l'année pour Tout savoir